# Mont d'Amin
Mont d'Amin är en bergstopp i Schweiz. Den ligger i kantonen Neuchâtel, i den västra delen av landet, 40 km väster om huvudstaden Bern. Toppen på Mont d'Amin är 1 416 meter över havet.